# Cyphia longifolia
Cyphia longifolia är en klockväxtart som beskrevs av Nicholas Edward Brown. Cyphia longifolia ingår i släktet Cyphia, och familjen klockväxter. Inga underarter finns listade i Catalogue of Life.